# Other People’s Songs
Az Other People's Songs az Erasure együttes 2003-ban megjelent 10. stúdióalbuma. Az együttes kedvenc számait gyűjtötte egy lemezre.

## Az album dalai
1. "Solsbury Hill" (Peter Gabriel feldolgozás) 
  - (szerző: Peter Gabriel)
2. "Everybody's Got to Learn Sometime" (The Korgis feldolgozás) 
  - (James Warren)
3. "Make Me Smile (Come Up and See Me)" (Steve Harley & Cockney Rebel feldolgozás) 
  - (Steve Harley)
4. "Everyday" (Buddy Holly feldolgozás) 
  - (Norman Petty, Buddy Holly)
5. "When Will I See You Again" (The Three Degrees feldolgozás) 
  - (Gamble and Huff)
6. "Walking in the Rain" (The Ronettes feldolgozás) 
  - (Barry Mann, Cynthia Weil, Phil Spector)
7. "True Love Ways" (Buddy Holly feldolgozás) 
  - (Holly, Petty)
8. "Ebb Tide" (The Righteous Brothers feldolgozás) 
  - (Robert Maxwell, Carl Sigman)
9. "Can't Help Falling in Love" (Elvis Presley feldolgozás) 
  - (George David Weiss, Hugo & Luigi)
10. "You've Lost That Lovin' Feelin'" (The Righteous Brothers feldolgozás) 
  - (Mann, Weil, Spector)
11. "Goodnight" (Cliff Eberhardt feldolgozás) 
  - (Cliff Eberhardt)
12. "Video Killed the Radio Star" (The Buggles feldolgozás) 
  - (Geoff Downes, Trevor Horn, Bruce Woolley)